# Socha Nejsvětější Trojice (Adršpach)
Socha Nejsvětější Trojice stojí na katastrálním území Dolního Adršpachu obce Adršpach v okrese Náchod. Jde o sochu lidové architektury z první poloviny 19. století, která byla v roce 2008 Ministerstvem kultury České republiky prohlášena kulturní památkou České republiky.

## Historie
Socha s prvky lidového baroka stojí ve svahu u hlavní silnice III/30110 v blízkosti domu čp. 67. Vznik pískovcové plastiky se odhaduje do období kolem roku 1810.

## Popis
Socha je osazena na třídílném podstavci. Spodní díl je kvádrový s vypouklou přední části na níž je kroužkový dekor. Ve střední části podstavce je pasparta s nečitelným nápisem. Na podstavci stojí mírně konický pilíř s volutami po stranách. Na čelní straně mezi volutami v kartuši je nečitelný nápis, nad ní je výklenek s reliéfem svaté Anny Samotřetí. Boční stěny pilíře jsou zdobeny kartušemi s rostlinnými a květinovými motivy. Zadní stěna pilíře je hladká. Na pilíři je posazena římsa s okřídlenými hlavičkami andílků na přední straně, pod nimi je závěs pro lampu. Římsu zdobí zubořez, perlovec a akantové listy. Na římse je posazena zeměkoule a na ní v oblacích je reliéf, který zobrazuje Nejsvětější Trojici. V oblačné kupě je znázorněn sedící korunovaný Bůh Otec, který přidržuje pravou rukou Krucifix, z druhé strany Krucifixu je znázorněn Ježíš. U paty Krucifixu je Duch svatý znázorněn v podobě holubice s rozepjatými křídly. Zadní část sousoší nese reliéf srdce s paprsky a kříž.
Rozměry:
- Výška: 310 cm

- Půdorys: 120×40 cm